# CD Huíla
Clube Desportivo da Huíla – angolski klub piłkarski z siedzibą w mieście Lubango, występujący w Giraboli, stanowiącej pierwszy poziom rozgrywek w Angoli.

## Historia
Klub został założony w 1998 roku. W 2001 roku po raz pierwszy awansował do pierwszej ligi angolskiej. W 2003 roku spadł jednak do drugiej ligi. Rok później ponownie wywalczył awans do pierwszej ligi. Grał w niej do 2010 roku, a przez następne dwa w drugiej lidze. W 2013 roku powrócił do najwyższej klasy rozgrywkowej. W tym samym roku dotarł do finału Pucharu Angoli, przegrał w nim jednak z Petro Atlético.

## Osiągnięcia
- Puchar Angoli (finalista): 2013

## Występy wpierwszej lidze
| Sezon | Poziom | Liga     | Miejsce      |
| ----- | ------ | -------- | ------------ |
| 2002  | I      | Girabola | 10.          |
| 2003  | I      | Girabola | 13. (spadek) |
| 2005  | I      | Girabola | 11.          |
| 2006  | I      | Girabola | 7.           |
| 2007  | I      | Girabola | 8.           |
| 2008  | I      | Girabola | 9.           |
| 2009  | I      | Girabola | 11.          |
| 2010  | I      | Girabola | 14. (spadek) |
| 2013  | I      | Girabola | 6.           |
| 2014  | I      | Girabola | 11.          |
| 2015  | I      | Girabola | 7.           |

## Występy w afrykańskich pucharach
| Sezon | Rozgrywki                      | Runda | Przeciwnik  | I mecz | II mecz | Dwumecz |
| ----- | ------------------------------ | ----- | ----------- | ------ | ------- | ------- |
| 2014  | Afrykański Puchar Konfederacji | el.   | CF Mounana  | 1:3    | 3:0     | 3:4     |
| 2014  | Afrykański Puchar Konfederacji | 1     | CA Bizertin | 0:1    | 0:2     | 0:3     |

## Reprezentanci kraju grający w klubie
| - Belito - Thierry Bolongo - Luciano Capoco - Celson - Emmanuel Mbongo Ewangue - Gildo - Jaburú - Kêmbua - Avelino Lopes - Dani Massunguna | - Mingo Bile - Elisio Mundo - Paizinho - Bernardo Pataca - Dube Phiri - Sargento - Letu Shatimuene - Tchiwé - Dani Traça - Zé Augusto |